# Следствие ведут ЗнаТоКи. Мафия
«Следствие ведут ЗнаТоКи. Мафия» — советский художественный детективный фильм 1989 года, последний из «классической» советской серии детективов «Следствие ведут ЗнаТоКи». Следующие фильмы этой серии были сняты уже гораздо позже, в начале XXI века.

## Сюжет
Павел Знаменский и Александр Томин расследуют дела, связанные с распространением наркотиков. В определённый момент обнаруживается, что наркотики конопляной группы, изъятые у множества московских наркоманов, почему-то оказываются совершенно идентичны по составу. Одновременно подозреваемые в оптовой торговле зельем начинают слишком часто гибнуть, причём внешне большинство смертей выглядят неуголовными. Герои делают вывод — им противостоит преступная группировка, которая организовала широкомасштабное, буквально промышленное производство наркотиков, «подмяла» под себя мелких поставщиков и торговцев, убрала тех, кто не захотел договариваться, и начала снабжать наркоманов своей продукцией. Руководитель группировки — Коваль, бывший крупный функционер-хозяйственник колоний Сибири. Теперь предстоит разоблачить и обезвредить мафию, которая занимается производством и сбытом наркотиков.
Ещё одной сюжетной линией фильма является возвращение из колонии бывшего осуждённого Ардабьева, по профессии химика, отсидевшего срок за мелкое изготовление наркотиков для себя и нескольких товарищей, но сумевшего вылечиться от наркомании и встать на путь исправления. По злой иронии в судьбе Ардабьева принимает участие и Знаменский, нашедший ему работу по специальности, и банда Коваля, насильно «посадившая его на иглу» для использования в качестве химика для промышленного производства наркотиков.
Шантаж, жестокость и убийства не останавливают Знатоков; им (Томину и его подчинённому) в том числе приходится «внедряться» в среду торговцев наркотиками. Знатоками проводится кропотливая работа по изучению среды наркозависимых. Преступную группировку удаётся разоблачить и захватить, кроме главного организатора и вдохновителя Коваля. Но и его настигает возмездие: невеста его оказывается наркоманкой, а на улице вечером его окружают хулиганы, с явным намерением его убить — отомстить за недавний конфликт.

## Роли и исполнители
- Георгий Мартынюк — Павел Павлович Знаменский
- Леонид Каневский — Александр Николаевич Томин
- Эльза Леждей — Зинаида Яновна Кибрит (в титрах не указана)
- Александр Пороховщиков — Олег Иванович Коваль, глава преступной группировки
- Майя Булгакова — Любовь Николаевна Хомутова, правая рука Коваля
- Геннадий Бортников — Владимир Игнатьевич Ардабьев
- Виктор Костромин — Курков, старший лейтенант
- Игорь Ветров — Сажин, старший лейтенант
- Елена Дробышева — Вероника, девушка Коваля
- Алина Покровская — Вероника, жена Ардабьева
- Валентина Талызина — Анна Кондратьевна Тушина, директор фабрики пеньковых изделий
- Валентин Никулин — Дмитрий Валентинов
- Алексей Неклюдов — Матвей Сергеевич Снегирёв
- Владимир Сафронов — Феликс (озвучил Пузырёв Юрий Николаевич)
- Роман Вильдан — Крушанский
- Сергей Зернов — Коля
- Юрий Аверин — Мордвинов
- Василий Фунтиков, Виталий Едининсков, Александр Чутко, Анатолий Иванов — сыновья Мордвинова
- Владимир Сальников — наркоторговец
- Михаил Еремеев — содержатель притона
- Владимир Сошальский — актёр в притоне
- Владимир Виноградов — Попрыкин
- Михаил Неганов — Ивакин
- Сергей Тепер — Боря, наркоторговец на дискотеке
- Леонид Персиянинов — дядя Миша
- Валентина Литвинова — врач в роддоме
- Ольга Бабич — Анна Михайловна Демидова
- Александр Миронов — Мишенька, сын Хомутовой, аутист
- Татьяна Пивоварова — соседка Снегирёва
- Геннадий Козлов — охранник Коваля
- Сергей Столяров — один из бойцов бригады Коваля
- Василий Шлыков — один из бойцов бригады Коваля (в титрах не указан)

## Особенности

Сходка наркодилеров

Это «дело» кардинально отличается от характерного стиля «ЗнаТоКов». Проблемы милиции демонстрируются в телесериале более реалистично, хотя главные герои остаются по-прежнему честными милиционерами, преданными своему долгу. Страна, в которой работают «ЗнаТоКи», полностью преображается — на экране показана организованная преступность, рэкет, торговля наркотиками (при этом примечательная деталь — совещание главарей преступного синдиката явно носит пародийный характер, обусловленный стилем проведения и лексикой участников планёрок советских бюрократических учреждениий).
В этом фильме куда больше жестокости, мрачной музыки, созданной на синтезаторе, есть кровавые преступления и даже моменты сексуального характера. Впервые за всю историю телесериала главный преступник ускользает от Знаменского. Зинаида Кибрит появляется в телесериале всего на минуту (из-за болезни была дома), а имя Эльзы Леждей вообще не указано в титрах. В этой серии, как и в предыдущей, нет знаменитых песен «Наша служба и опасна, и трудна» и «Мы с тобой за этот город отвечаем». Серия заканчивается мрачной мелодией, без каких-либо слов.
На протяжении всего фильма идёт описание, в том числе документальное, самых разнообразных аспектов из жизни наркоманов: о привыкании к наркотикам, сложности избавления от наркотической зависимости; цене, которую приходится платить за приобретение наркотиков и врождённых нарушениях здоровья у детей наркоманов.